# Bathycolpodes overlaeti
Bathycolpodes overlaeti là một loài bướm đêm trong họ Geometridae.